# Радонова къща
Къщата на Хаджиласкови, днес известна като Радоновата къща по името на последните си собственици, се намира на улица „Атон“ № 3 в Банско. От 2007 година е превърната в Историко-етнографски комплекс „Радонова къща“.

## История
Къщата е построена в началото на XIX век. Първите ѝ собственици са от рода Хаджиласкови, чийто родоначалник хаджи Ласко (Лазко) е един от най-богатите бански търговци през XVIII век, търгувал с памук от Серско в Средна и Западна Европа. Потомците му от края на XVIII и през XIX век също са привилегировани търговци. Никола (Конде) Хаджиласков участва в революционния комитет, създаден от хаджи Кандит Дагарадин за подготовка на въстанието през 1876 г., арестуван е, но е откупен от семейството си. Той е и един от ръководителите на Кресненско-Разложкото въстание през 1878 г.
След Освобождението и Берлинския договор, когато Банско остава под турска власт, братята Хаджиласкови се преместват в София. Къщата е дадена като зестра на сестра им Катерина при сватбата ѝ с Минко (Михаил) Хадживълчев от видния бански род Хадживълчови. В нея тя живее до края на живота си. След развода им бившият ѝ мъж, сключил втори брак с Мария Дагарадина, настанява в къщата вече разорения хаджи Кандит Дагарадин, който е убит там при опит за грабеж в 1909 г.
След смъртта на хаджи Кандит собственикът Минко Хадживълчев настанява в къщата семейството на Георги Радонов, който е племенник на втората му съпруга (син е на другата дъщеря на хаджи Кандит). През 20-те години на XX век наследниците на Минко Хадживълчев продават къщата на Георги Хаджирадонов. Неговият син генерал Крум Радонов инициира създаването на музей в къщата и дарява своята част от нея. Първоначално там правят музейна сбирка „Героично Банско“, а на 18 октомври 2007 година откриват Историко-етнографския комплекс „Радонова къща“.
Къщата е обявена за паметник на културата с местно значение.